# Horea Paștina
Horea Paștina,(n. 13 septembrie 1946, Alba Iulia), este un pictor și desenator român, profesor universitar, co-fondator al grupului Prolog împreună cu Paul Gherasim, Constantin Flondor, Cristian Paraschiv și Mihai Sârbulescu.

## Studii[1]
- Absolvent al Institutului de Arte Plastice „N. Grigorescu“ în 1973, secția pictură, clasa profesor Alexandru Ciucurencu.
- Din 1974 participă la expoziții ale tineretului, municipale și republicane.
- În 1977 devine membru al UAP România, secția pictură.
- Co-fondator al grupului Prolog, 1985.
- Din 1990 predă la Academia de Arte din București - în prezent Conferențiar Doctor la catedra de Pictură

## Expoziții personale
- 1977 – Galeria Sirius, Sibiu; Dispensarul Diham, București;
- 1978 – Galeria Galateea, București;
- 1981 – Galeria Orizont, București;
- 1983 – Librăria Cartea Românească, București;
- 1986 – Sala Dalles, București;
- 1987 – Botoșani;
- 1992 – Galeria ¾, București; Bistrița Năsăud; Ipotești, Iași;
- 1995 – Galeria Catacomba, București;
- 1996 – Galeria ¾, București;
- 1997 – Inspectoratul pentru Cultură Bistrița-Năsăud;
- 1999 – Casa Radio, București;
- 2001 – Palatul Mogoșoaia; Palatul Brukenthal, Sibiu;
- 2002 – Galeria de Artă „Conta 18“, București; Galeria de Artă Sabina & Jean Negulescu;
- 2003 – Galleria 28 / Anastasia, Timișoara; Galeria de Artă Sabina & Jean Negulescu.
- 2006 - Centrul Cultural Palatele Brancovenesti - Mogoșoaia
- 2008 - Galeria „Anticariat Curtea Veche”, București
- 2010 - „Desene” Galeria RECYCLENEST, București;

## Expoziții ale grupului Prolog[2]
- 1985, 1986, 1987, 1989, 1990 – Galeria Căminul Artei, București;
- 1990 - Galeria ¾, București (în cadrul expoziției Filocalia);
- 1992, 1996, 1997 – Galeria Catacomba, București;
- 1994 – Arte Fiera, Bologna, Italia; Institutul Român de Cercetare și Cultură Umanistică, Veneția, Italia; Muzeul de Artă, Timișoara (în cadrul expoziției „Orient-Occident“);
- 1995 – Limassol, Cipru;
- 1996, 1999 – Galeria 28, Timișoara;
- 1999 – Galeria Sala Parlamentului București (în cadrul expoziției „Sacrul în Artă");
- 2000 – Galeria „Ludovic“, București.
- 2003 – Primul Simpozion de Arta Contemporana , Mairie de Bethonvilliers
- 2010 "Prolog – 25 de ani" , Galeria Anticariat Curtea Veche, București
- 2010 - Galeria Zikkurat, Teatrului Național și Palatului Artelor din Budapesta

## Expoziții de grup (selecție)
- 1977 – Sofia, Bulgaria;
- 1979 – Budapesta, Ungaria;
- 1982 – Atena, Grecia;
- 1984 – Ierusalim, Israel; Kosice, Cehoslovacia (Bienala Internațională de pictură);
- 1986 – Londra, Anglia;
- 1991 – Galeria Turm, Horn, Austria;
- 1992 – Galeria La Corde, Paris, Franța; Muzeul Țăranului Român, București (în cadrul Conferinței Laicatului);
- 1993 – „Colecția Fundației Anastasia“, Galeria Catacomba, București;
- 1994 – „Tema“ (Expoziție de Artă Comparată), Muzeul de Artă, București; „Pentru Eminescu“, Galeria Catacomba, București; „Fresca“ (acțiune), Muzeul Kiscelly, Budapesta, Ungaria; Agial Art Gallery, Beirut, Liban;
- 1995 – Maastricht, Olanda; Festivalul Internațional de Pictură, Cagnes sur Mer, Franța;
- 1996 – Institutul Român de Cercetare și Cultură Umanistică, Veneția, Italia; „Douăzeci de ani de pictură la Tescani“, Centrul de Cultură Rosetti-Tescanu - George Enescu, Tescani;
- 1998 – „Transfigurări“, Palatul Artelor, Budapesta, Ungaria;
- 1999 – „Un Bizanț latin“, Sala Bramante, Roma.
- 2009 - „Artă și Sacralitate”, Galeriile de Artă Focșani;[3]

## Participări internaționale[4]
- 1977- Sofia; 1979 - Budapesta; 1982 - Atena; 1984 - Ierusalim; 1984 - Kosice - Bienala internațională de pictură

## Tabere internaționale
- 1981 – Smolian, Bulgaria;
- 2002 – Odessa, Ucraina.

## Burse
- 1981 – Horn, Austria

## Premii
- 1995 – Premiul criticii;
- 1997 – Premiul Cella Delavrancea.
- 2004 - Meritul cultural in grad de ofiter,
- 2007 - Premiul „Ion Andreescu” al Academiei Române

## Cărți publicate
- Ascult si privesc, Editura Reântregirea, 2010

## Opera
- Pictura lui Horea Paștina este profund religioasă prin trăire. Mărturie este și faptul că în timp materialitatea lui cromatică s-a apropiat tot mai mult de ceea ce am putea numi lumina albă a spiritului. Grădinile lui par a fi imaginea pe care încercăm să o avem despre "grădinile raiului", stăpânite de liniștea și lumina netulburată a veșniciei. Ceea ce el ne propune este o imagine a Edenului, descoperit în lumea noastră pamânteană.
- Pictura lui Horea Paștina a cultivat întotdeauna principiul auster al meditației, opus voluptății pe care natura ne-o așază în față. El citește dincolo de explozia de vitalitate, de puterea acaparatoare a viului, adăugând acestei lumi misterul cunoașterii. Ceva impalpabil, dar perceptibil, stratifică lumea vizibilă. Exista în arta lui Horea Paștina o temeinicie a lucrului, a observației, dar mai cu seamă descoperim rigoarea cu care supune analizei natura, obiectele din preajmă. El ne demonstrează că nu motivul este important în pictură, ci proiecția asupra lui, bogăția interioară cu care îl descoperim.[5]

Maria Magdalena Crișan, Palatul Brâncovenesc 2006

## Aprecieri
- Andrei Pleșu, Sănătatea privirii
- Efectul de surpriză- pe care arta modernă îl caută adesea- se măsoară,de regulă, prin aportul de noutate al imaginii. Horea Paștina obține - în contrast cu această deprindere - o performanță stranie: expoziția sa de la Dalles e plină de surpriză, fără ca substanța ei reală să fie noutatea. Calitatea surprizei e, de aceea, alta decât cea obișnuită: ea e colorarul calmului contemplativ, al firescului, al simplității; surpriza e, cu alte cuvinte, egalitatea enunțiativă a discursului, totala lui lipsă de afectare. Privite laolaltă, lucrările lui Paștina creează senzație de paradeisos, de gradină aurorală: o grădină fără enfază festivă, fară ornamentica gracilă, o gradină terestră așadar, dar parcursă cu nostalgia (sau presentimentul) Edenului. Intuiția pictorului e plină de învățăminte: el pare să știe că peisajul paradisiac nu e un peisaj al surprizei neastâmpărate, al imaginației în delir, ci al unuia dulce „de-la-sine-înțeles”. Teritoriul propriu-zis al surprizei, al surprizei destrămătoare, al imprevizibilului multiplicat până la isterie nu e Raiul, ci Iadul. Iadul e un cancer al surprizei. Între peisajul „infernal” și peisajul „paradiziac” e aceeași deosebire ca între surpriza bolii și surpriza sănatății. Cea dintâi- violență, dezordonată, incontrolabilă, cealaltă - subtilă, abia perceptibilă, în ciuda miracolului pe care îl exprimă.
- Dinaintea naturii și a ambianței domestice, Paștina vrea să regăsească sănătatea- pierdută- a privirii. El nu se sperie, ca altădată Worringer, „de teribila încurcătură a imaginii lumii”. Încurcătura e, pentru el, bogăție liniștitoare, perfecțiune. În priveliștea marilor orizonturi, ca și în precaritatea obiectelor de uz zilnic, Paștina percepe aceeași cosistență și aceeași îndreptățire.
- Tot ceea ce se vede poate fi - după el - „salvat”. Răbdarea cu care artistul inventariază - pe suprafețe uneori monumentale - recuzita fundamentală a vieții (pâine, fruct, pește, casă, grădină, cană, floare, pom, masă) e o specie a evlaviei. Și a speranței. Graalul e pe masa fiecăruia, centrul lumii e peste tot. Forța cu care Paștina atacă muntele dur al picturii e umilitatea. Lent, tăcut, dar tenace, el opune complicatului mister al lumii văzute curățenia- disciplinat întreținută - a privirii sale. Iar privirea sfârșește prin a se odihni în spectacolul enciclopedic al lumii, în materia ei, ca într-un dar providențial.[6] Andrei Pleșu
- Maria Magdalena Crișan, Ascultarea privirii
- Acesta este titlul unui catalog-album editat cu ocazia ultimei expoziții pe care Horea Paștina a deschis-o la Palatul Brâncovenesc de la Mogoșoaia și care a fost lansat zilele trecute la Anticariatul Curtea Veche, un nou prilej de a ne întilni cu lucrările pictorului într-o consistentă expozție deschisă aici. Nu este însă singurul motiv care ma face să vorbesc acum despre pictura lui Horea Pastina. La sfirsitul anului 2007, el a primit din partea Academiei Române Premiul „Ion Andreescu“, una dintre cele mai importante distinctii în domeniul culturii, ce vine să răsplatească opera unuia dintre cei mai pretuiți pictori contemporani.
- Sunt peste douăzeci de ani de când, în expoziția personală deschisă la Sala Dalles, Horea Paștina afirma cu vigoare prezența unui nou destin artistic, manifestând o atitudine atipică pentru o perioadă frămintată de nevoia de a experimenta, de a renunța la valorile clasice ale unui limbaj. El s-a „strecurat“, de-a lungul anilor, încercând să treacă netulburat printr-o existență în care cu greu se poate face abstracție de ceea ce se petrece în preajmă. Retras în atelierul său, acesta a funcționat ca un remediu benefic la forfota de afară, gândurile lui reușeau să-și urmeze parcursul liniștit. Iar despre acest lucru ne vorbește opera sa picturală, o oglindă a universului imediat, a naturii și obiectelor, a unei lumi ieșite din caruselul nebuniei cotidiene, capabilă de a primi revărsarea privirii interioare sau, altfel spus, de a „asculta privirea“ pictorului, oprită pentru o clipă asupra ei, în încercarea de a înțelege rosturile acestei lumi.
- Nu este ușor să plonjezi într-un asemenea univers. Iar cea mai mare greșeală este aceea de a rămâne în exterioritatea imaginii, de a cădea în capcana acestei explozii de seninătate, de lume translucidă, privită parcă printr-un val, fără a înțelege drumul ales de Horea Paștina, direct și simplu, ce ne apropie de esențe. Există ceva tulburator în felul de a privi al pictorului, o sfiiciune ce trece dincolo de imediatul cunoașterii. O responsabilitate venită din înțelegerea marii Creații, de a accepta condiția celui ce nu se poate substitui Creatorului și pentru care lumea, asa cum noi o putem cunoaște, păstrează doza ei de mister. Pentru Horea Paștina, fiecare nouă lucrare reprezintă o încercare. Nimic nu se naște ca o acumulare venită prin experiență, ci, cu fiecare noua lucrare, el deschide o altă ușă către miracolele acestei lumi. O floare conține tot atâta mister ca și chipul unei ființe dragi, umila cană de pământ sau ciorchinii de struguri sunt semne ale existenței, privirea aruncată de la fereastră descoperă o bogație de senzații, de trăiri, tot ceea ce Horea Paștina pictează este expresia viului care ne înconjoară, a miracolului ce trece pe linga noi, iar fiecare dintre acestea este o lucrare a lui Dumnezeu.
- Dorința de a fi surprinzător, de a șoca nu caracterizează personalitatea pictorului. Mulți vor gândi despre pictura lui Horea Paștina că aparține unei retorici de mult consumate, în esență, acest lucru este mai puțin important. El face parte din acea categorie de oameni ce sunt atrași de esențe și mai puțin de aparența lucrurilor, nu reacționează la accentele ce se schimbă mereu în felul de a privi lumea din jur, a mijloacelor prin care se exprimă acest lucru. Parintele Dumitru Stăniloae, de prețuirea căruia Horea Paștina s-a bucurat, spunea despre pictura lui că reprezintă „...lumea care și-a adunat înăuntru toate posibilitățile, recăpătându-și bogația totalității ei infinite. Ea îndeamnă prin aceasta la reflexie, lăsând privitorului libertatea unei nelimitate imaginații referitoare la cuprinsul ei….“. Am putea vorbi aici despre curajul pictorului de a nu încerca să imagineze realitatea altfel decât o vede, de a dori să nu fie altceva decât un truditor într-un exercițiu făcut cu devoțiune și smerenie. Atitudinea lui Horea Paștina ține mai degraba de străduința unui bun crestin de a se face placut in fata lui Dumnezeu, punind in valoare, fara orgoliu, harul ce i-a fost dat.
- Înainte de a vorbi despre calitățile ei, trebuie să spunem că pictura lui Horea Paștina este un exercițiu de moralitate și credință. Pictori de factura lui se găsesc astazi cu raritate, intr-o lume ce si-a făcut un principiu din a-si bulversa rosturile, avind naivitatea ca putem schimba ceva, ca putem substitui cu improvizatii ale momentului adevaruri ce exista in afara vointei noastre. Secretul reușitei acestei picturi, lipsită de spectaculosul propunerilor tematice, al inovatiilor tehnice, este similar unei experiente initiatice, pentru izbinda careia intensitatea concentrarii, a privirii ce face efortul sa descifreze intelesurile celor mai simple imagini se transforma intr-un exercitiu spiritual. Este doar aparenta senzatia de detasare, de gest gratuit pe care ne-o dau lucrările lui Horea Paștina, nascute parca intr-o stare de placuta beatitudine. Sa privim mai atent si vom descoperi sinteza mentala a pictorului, capacitatea lui de a decupa din bogatia de forme si culori ale naturii imagini ce comunica si deschid drumul spre esente, fara insa ca el sa-si reprime bucuria cu care priveste lumea din preajma. Concentrat, el este preocupat de a „respira“ in cadenta fiecarui element descoperit, de a intelege semnificatia pentru care au fost create si de a le plasa in ansamblul armonios al lumii, acesta pare a fi destinul lucrarilor semnate de Horea Pastina. Pentru el pictura ramine o forma de credinta, de religiozitate, in esenta de iubire.
- Să „te ostenești neîncetat“, acesta este rostul vieții, asa cum „grădina te hrănește, dacă o hrănești și tu pe ea“ sunt câteva vorbe de duh extrase din lucrarea de doctorat a lui Horea Paștina, care ne scot din sofisticata noastră aparență și ne aduc în fața adevarurilor simple, esențiale, a căror demonstrație o regăsim permanent în natură. Iar pictura lui Horea Pastina reprezinta exercitiul de a se bucura, de a observa, de a intelege natura, descoperind aici dimensiunile esențiale ale existenței, ce nu țin de prezentul în care ne aflăm; ele există, iar șansa noastră este de a înțelege cât mai mult din sensurile ei.[7]

Maria Magdalena Crișan
„Creație divină natura, e pentru Horea Paștina un prilej de smerenie. De aceea și acest primat al liniștii ...Trebuie să-l cunoști pe artist ca să-ți dai seama de acordul deplin care domnește între el și felul cum pictează, semnificația pe care o au pentru dânsul natura și obiectele sub penelul său, ele par învăluite de har, aureolate de o lumină care le sfințește, le sancționează umilitatea.
Lucru neobișnuit, din cale afară de rar, această corespondență dintre estetic și etic; fuziunea e desăvârșită. Arta lui Paștina, Radu Bogdan”—Radu Bogdan
, 1993, Text reprodus în Revista România văzută de sus, p. 23, nr.14, 2009 Arta lui Paștina, Radu Bogdan, 1993
„(..)Artist al concretului, al teluricului, al diafanei petale a crengii înflorite, al interiorului cordial al unei camere, Horea Paștina e, deopotrivă, pictor al unei metafizici înțelese în sensul ei original, acela al semnificațiilor de dincolo de limitele fizice ale obiectului.
Artist al unei poetici viguros definite, al unei discipline inflexibile, Horea Paștina e și unul dintre cei mai reprezentativi lirici ai generației sale și, desigur, ai picturii românești de azi, în ansamblul ei(..).Dan Grigorescu”—Dan Grigorescu
, Catalogul Expoziției Horea Paștina, Sala Dalles, 1986
Dan Grigorescu, Catalogul Expoziției Horea Paștina, Sala Dalles, 1986

## Lucrări de Horea Paștina
- Pictură - http://www.stdb.ro/arta/pastina/pictura.htm
- Grafică  - http://www.stdb.ro/arta/pastina/grafica.htm